# Strategie Oblique
Strategie Oblique (titolo originale Oblique Strategies, Over One Hundred Worthwhile Dilemmas) è un mazzo di carte di circa 7x9 cm contenute in una piccola scatola nera, create da Brian Eno e dall'artista britannico Peter Schmidt. Pubblicate per la prima volta nel 1975, sono state più volte ristampate.

## Funzionamento
Le carte, nere su un lato bianche sull'altro, propongono oscuri e criptici aforismi, volti ad aiutare il musicista e chiunque svolga lavori creativi a rompere i blocchi mentali favorendo il pensiero laterale. "Il sistema delle oblique strategies" - scrive Riccardo Bertoncelli "tempera eventuali ambizioni, stringe la «cintura di castità» per un doveroso confronto con l'alea quotidiana".

## Impatto culturale
Le Oblique strategies vennero usate nella produzione di molti artisti musicali legati all'attività di Eno come produttore (Talking Heads, David Bowie, Devo, Coldplay). Le carte compaiono anche nel film Slacker, di cui costituiscono una chiave di lettura. Le carte sono state utilizzate dall'A.S. Velasca per una partita ufficiale di calcio.